# Мазо Пинтери (Тренто)
Мазо Пинтери је насеље у Италији у округу Тренто, региону Трентино-Јужни Тирол.
Према процени из 2011. у насељу је живело 13 становника. Насеље се налази на надморској висини од 1038 м.